# Le Mesnil-Gilbert
Le Mesnil-Gilbert è un comune francese di 154 abitanti situato nel dipartimento della Manica nella regione della Normandia.

## Società

### Evoluzione demografica
Abitanti censiti